# Дональд Джогансон
Дослідник, який окреслив ряд зоологічних таксонів. Для вказівки авторства, назви цих таксонів супроводжують позначенням «Johanson».
Дональд Карл Джохансон (нар. 28 червня 1943, Чикаго, шт. Іллінойс, США) — американський палеоантрополог. Прославився знахідкою (спільно з Морісом Тайебом та Івом Коппенсу) скелета австралопітека, відомого як «Люсі» в районі Хадар (Ефіопія).

## Академічна кар'єра
Народився в Чикаго, шт. Іллінойс. У 1966 році отримав ступінь бакалавра в Іллінойському університеті в Урбана-Шампейн, в 1970 і 1974 роках — ступінь магістра і доктора філософії в Чиказькому університеті.
У 1970, 1972 і 1973 роках як палеатрополог брав участь у польових роботах в складі Міжнародної дослідницької експедиції в Омо (Ефіопія). Під час однієї з експедицій він був запрошений французьким геологом Морісом Тайебом взяти участь у геологічних і палеонтологічних дослідженнях в Афарській улоговині. У 1972 році Джохансон, Моріс Тайеб, Ів Коппенсу і Йон Келб відвідали Афар, де обрали як місце пошуків багаті скам'янілостями околиці невеликого села Хадар. У 1973 році прибув до Хадару як керівник (спільно з М. Тайебом, І. Коппенсу і Й. Келбом) Міжнародної Афарської дослідницької експедиції. Тут Джохансон здійснив усі палеоантропологічні знахідки, що прославили його, включно добре збережений кістяк самки австралопітека («Люсі», 1974) і поховання великої групи австралопітеків (AL 333, 1975).
У 1972 році Джохансон почав роботу на факультеті фізичної антропології в Клівлендському музеї природної історії. У 1974 році отримав ступінь доктора філософії, захистивши дисертацію по зубній системі шимпанзе і отримав посаду куратора факультету Клівлендського музею.
C 1974 року працює асистентом, а потім і ад'юнкт-професором антропології Західного резервного університету Кейза, а також мав звання почесного доктора цього університету. Крім того, працював ад'юнкт-професором в Кентському державному університеті (Шт. Огайо).
У 1981 році він заснував Інститут походження людини (англ. Institute of Human Origins) Берклі, шт. Каліфорнія, який 1998 увійшов до Університету штату Аризона. У 2008 році Джохансон отримав звання почесного доктора Державного коледжу Вестфілд (англ. Westfield State College).
У 1985 році група Джохансона повернулася до досліджень на Африканському континенті, почавши роботу в олдувайськой ущелині. У 1986 році член групи Тім Уайт виявив скелет Homo habilis віком 1,8 млн років (OH 62).
З 1983 по 1989 роки обіймав посаду професора антропології в Стенфордському університеті.

### Люсі
24 листопада 1974 Джохансон здійснив одне з найбільш значних відкриттів в історії палеоантропології. Під час палеонтологічної експедиції в Хадарі, оглядаючи разом зі студентом Томом Греєм околиці табору, він випадково виявив на схилі яру скам'янілу кістку, яка виявилася останками гомініда. У той же день на цьому місці були зібрані скам'янілості, що складали 40 % скелета самки австралопітека, який в подальшому був класифікований як австралопітек афарський. У момент, коли кістки оглядали в експедиційному таборі, звучала пісня групи «Бітлз» «Lucy in the Sky with Diamonds», завдяки чому знахідка отримала свою назву.
Люсі виявилася прямоходячим гомінідом зростом від 0,90 до 1,05 метра і підтверджувала припущення Реймонда Дарта про те, що австралопітеки володіли двоногою ходою. Крім того, особливості скелета свідчили про те, що Люсі була вегетеріанкою і вела частково деревний спосіб життя. Спочатку Люсі не була виділена в окремий вид і вважалася раннім різновидом австралопітека африканського. Тільки після нових знахідок, включаючи добре збережені черепи, було встановлено, що відмінності Люсі від австралопітека африканського виходять за межі одного виду.
Джохансон спільно з журналістом Ідою Мейтленд був у 1982 нагороджений американською національною літературною премією в галузі науки за книгу «Lucy: The Beginnings of Humankind», де в популярній формі розповідається про історію відкриття і дослідження Люсі.

### «Перша сім'я»
У 1975 році в Хадарі на ділянці AL 333 Джохансон зробив ще одну визначну знахідку, виявивши понад 200 фрагментів кісткових останків групи австралопітеків, що одержали надалі назву «Перша сім'я». Вважається, що останки належать як мінімум 13 особинам виду Австралопітек афарський віком близько 3,2 млн років.